# Karl Kaufmann

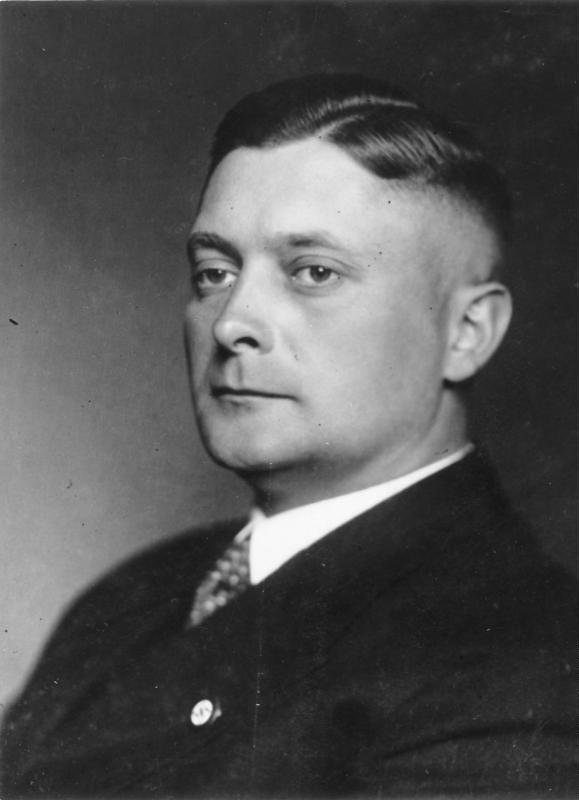
Karl Kaufmann

Karl Kaufmann (Krefeld, 10 de outubro de 1900 - Hamburgo, 4 de dezembro de 1969 ) foi um político alemão.

## Biografia
Ele participou da Primeira Guerra Mundial, e mais tarde se juntou à Marinebrigade Ehrhardt. Ele se juntou ao Partido Nazista em 1921 e foi Gauleiter da região do Ruhr entre 1924 e 1928.
Ele foi eleito para o parlamento prussiano em 1928 e para o Reichstag em 1930; no mesmo ano foi expulso do partido, acusado, entre outras coisas, de roubar fundos e chantagear alguns camaradas do partido. Em 1933, tendo recuperado a confiança dos líderes, foi nomeado governador ("Reichsstatthalter") de Hamburgo, cargo que mais tarde se juntou aos de SS-Obergruppenführer (tenente-general das SS) e comissário do Reich. para o comércio marítimo.
Com a derrota do Reich na Segunda Guerra Mundial perdeu todos os cargos, e em 1948 foi condenado a um ano e dois meses de prisão; libertado em 1949, ele cumpriu mais dois meses de prisão em 1953.